# Musée de la marine royale norvégienne
Le Musée de la marine royale norvégienne (en anglais : Royal Norwegian Navy Museum et en norvégien : Marinemuseet) est un musée maritime documentant l'histoire de la Marine royale norvégienne. Il est situé dans l'ancienne base navale de Karljohansvern à Horten dans le fjord d'Oslo, dans le sud du pays. Le musée a été fondé par C.F. Klinck le 24 août 1853. Le musée est parfois considéré comme le premier musée naval du monde, car c'était la première collection de souvenirs navals ouverte au public.

## Historique
Le but du musée naval est de préserver et de diffuser l'histoire et le patrimoine culturel de la marine afin que le public puisse avoir une vue d'ensemble du développement de la marine et de son importance pour l'histoire de la Norvège.
Les collections comprennent plusieurs navires déclassés, de nombreux équipements utilisés par les marines norvégienne, alliée et allemande et des modèles de navires, des peintures et des images. Dans les années 1980, la Bibliothèque royale de la marine norvégienne a été transférée au musée. La collection de livres de la bibliothèque a commencé en 1805. Le musée et la bibliothèque ont une collection de livres d'environ 25.000 volumes. De plus, le musée a conservé tous les carnets de bord des navires de la marine de 1814 à nos jours.
Certaines parties du musée ont cependant été détruites lors d'un raid de bombardement allié sur Horten en février 1945. Le musée préserve également les plans de navires et possède des archives des règles et règlements de la marine d'environ 1750 à aujourd'hui, avec environ 4 500 volumes. Il commémore aussi le chien Bamse, mascotte de la marine militaire norvégienne libre durant la Seconde Guerre mondiale.

## Les navires
- Un dragueur de mines de classe Sauda naviguant toujours et basé à Oslo : HNoMS Alta [1]
- Un patrouilleur de classe Storm : HNoMS Blink
- Un "Shetland Bus" toujours en navigation et basé à Bergen : HNoMS Hitra (ex-USS SC-718)
- Une frégate de classe Oslo : HNoMS Narvik [2]
- Le premier torpilleur au monde : HNoMS Rap
- Un patrouilleur de classe Tjeld : HNoMS Skrei
- Un sous-marin de classe Kobben : KNM Utstein

## Galerie

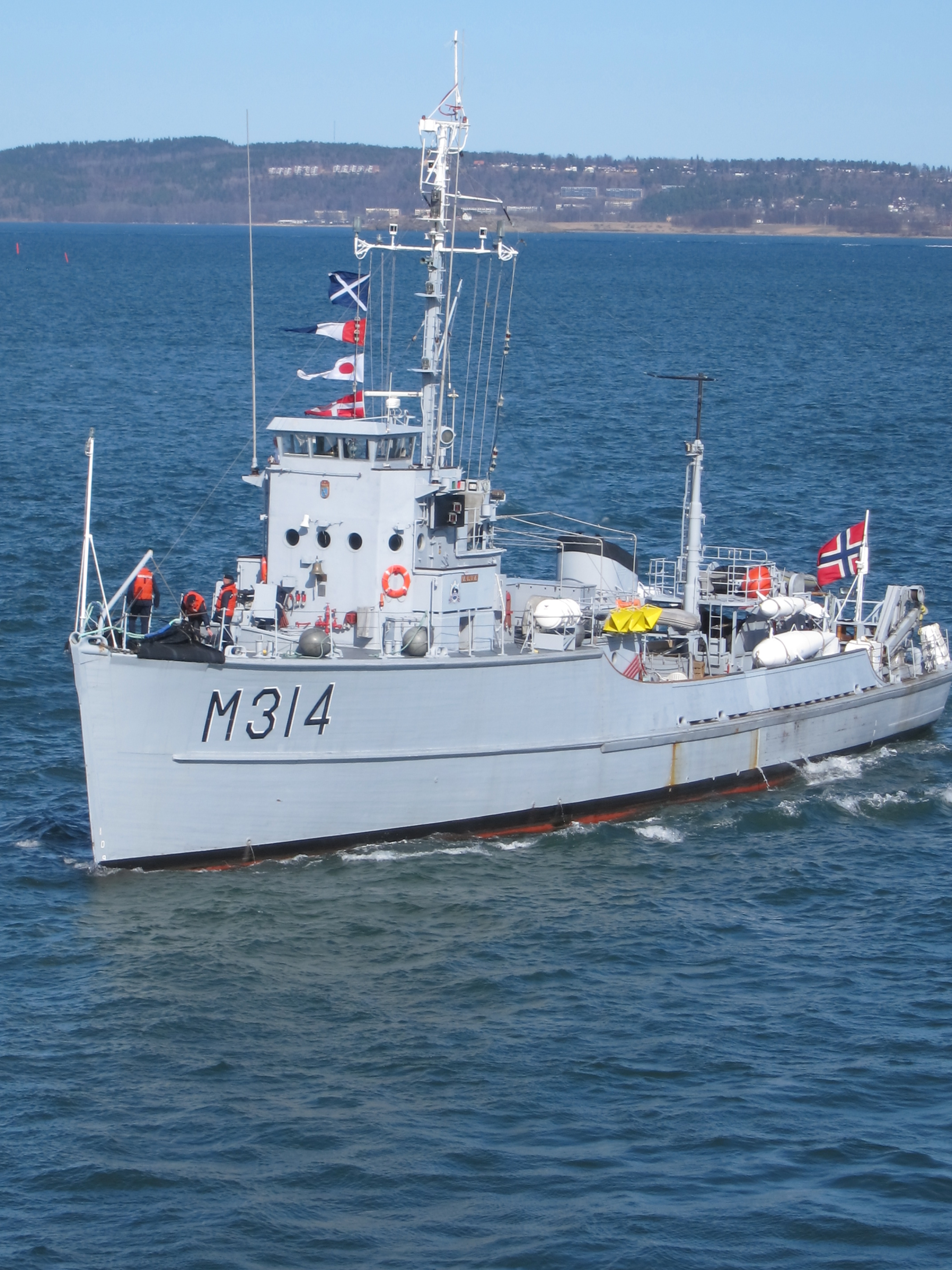
Dragueur de mines Alta
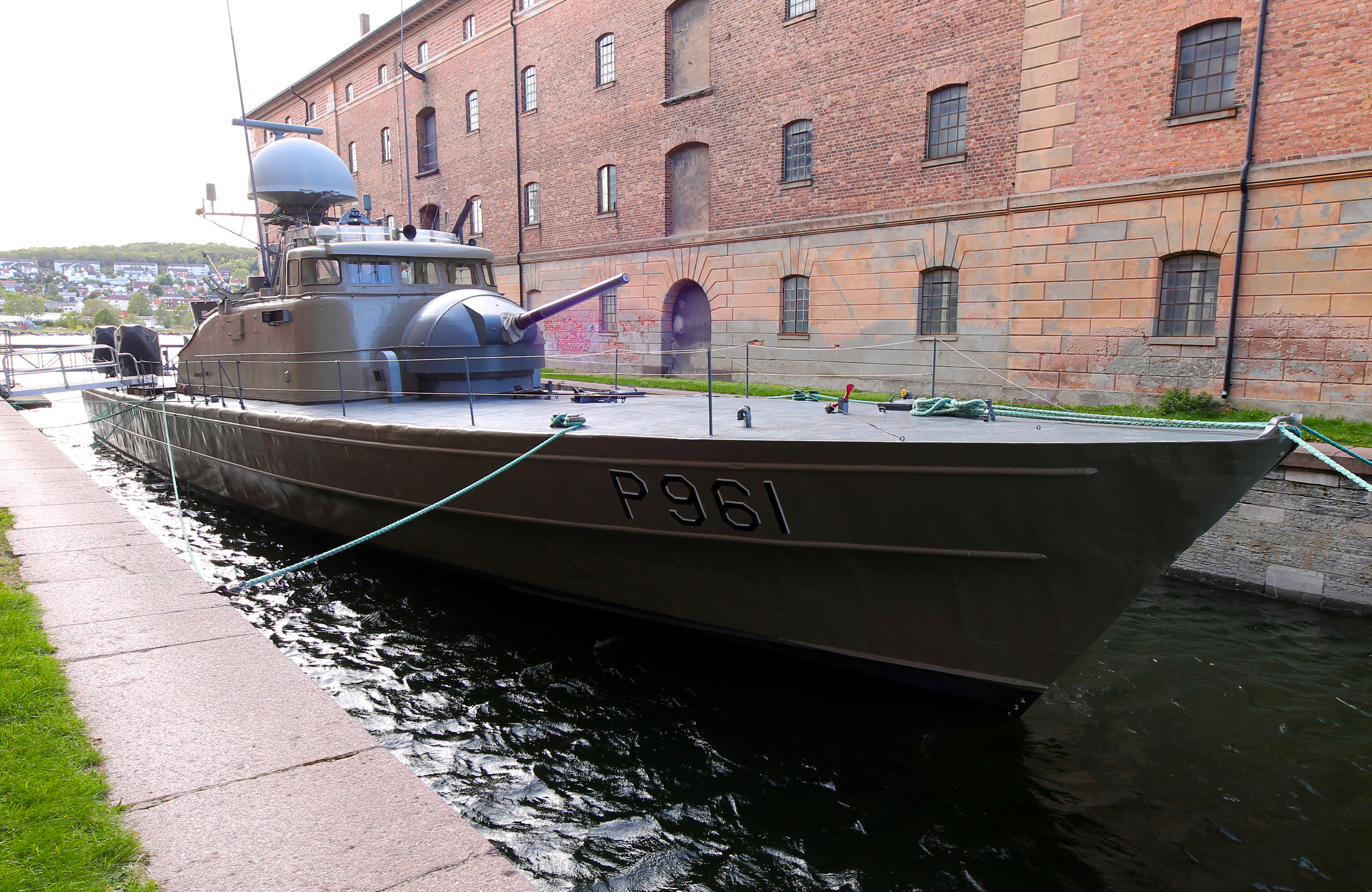
Patrouilleur Blink
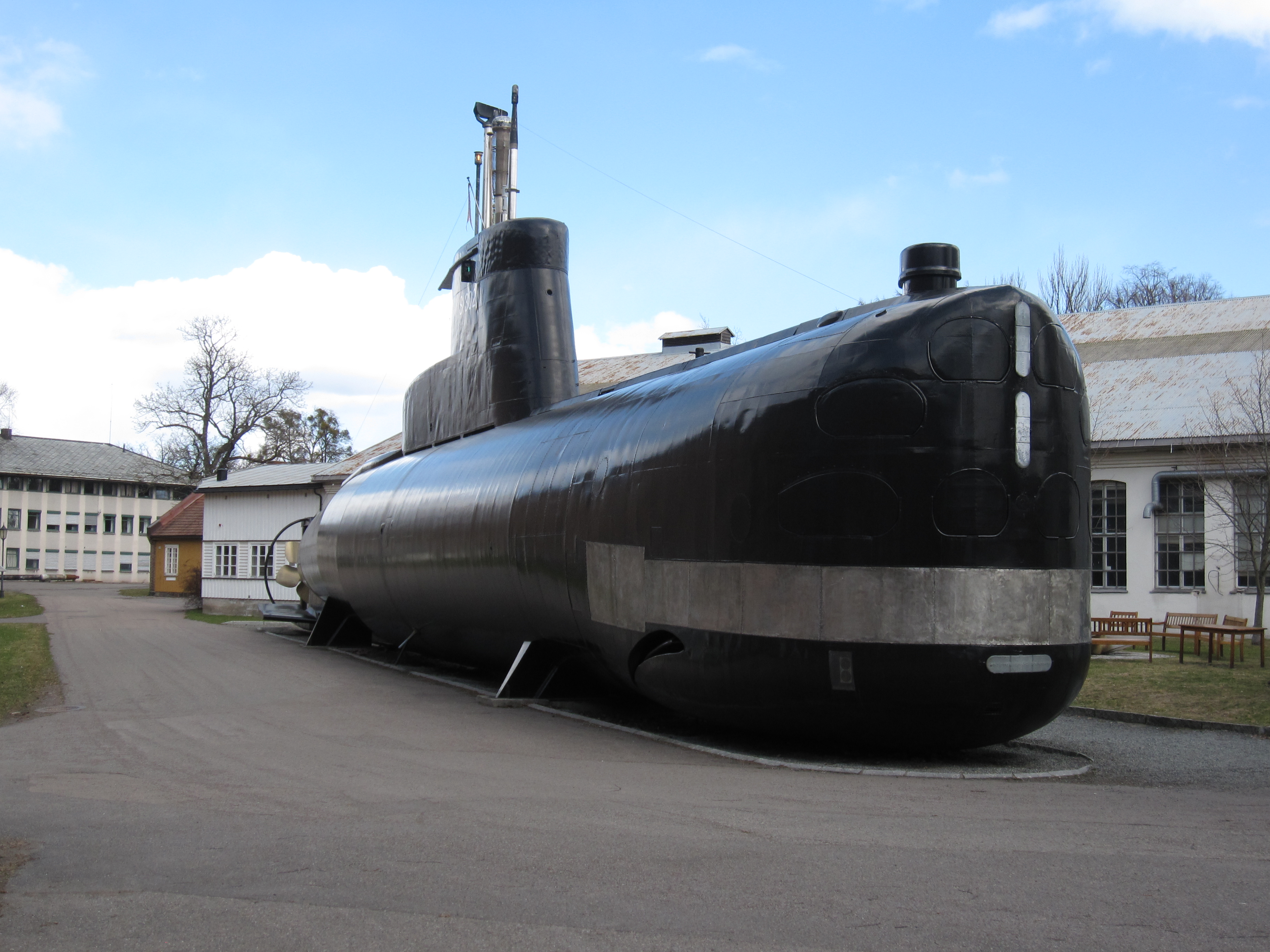
Sous-marin Utstein
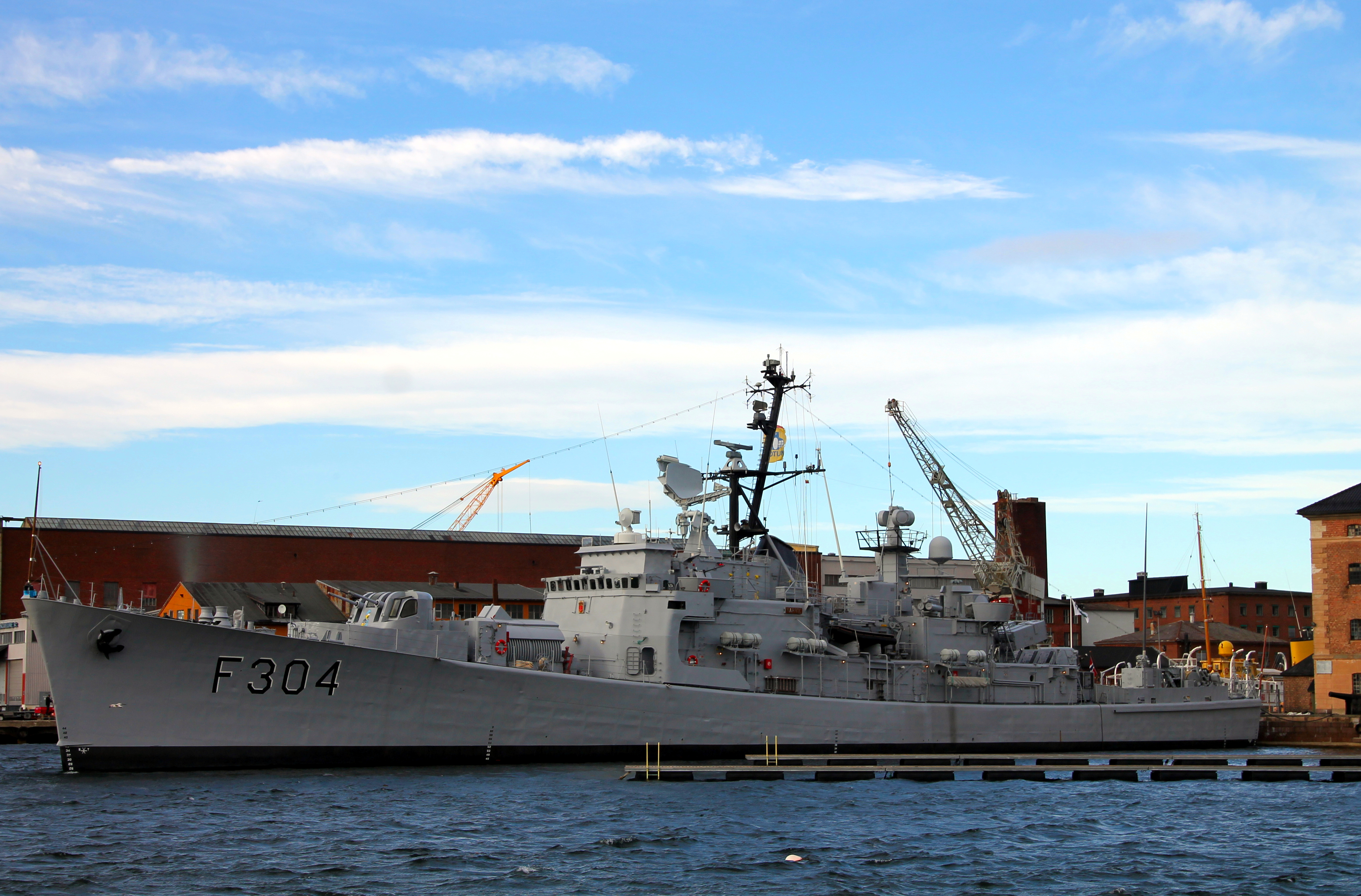
Frégate Narvik